# Myrteta mediofusca
Myrteta mediofusca är en fjärilsart som beskrevs av W. Warren 1897. Myrteta mediofusca ingår i släktet Myrteta och familjen mätare. Inga underarter finns listade i Catalogue of Life.